# Římskokatolická církev v Ekvádoru
Katolická církev v Ekvádoru je součástí všeobecné církve na území Ekvádoru, pod vedením papeže a místních biskupů sdružených do Ekvádorské biskupské konference (je součástí Rady latinskoamerických biskupských konferencí (CELAM)). Papež je v Ekvádoru zastupován apoštolským nunciem. V Argentině žije asi 13,78 miliónů pokřtěných katolíků, asi 87 % populace.

## Administrativní členění katolické církve v Ekvádoru

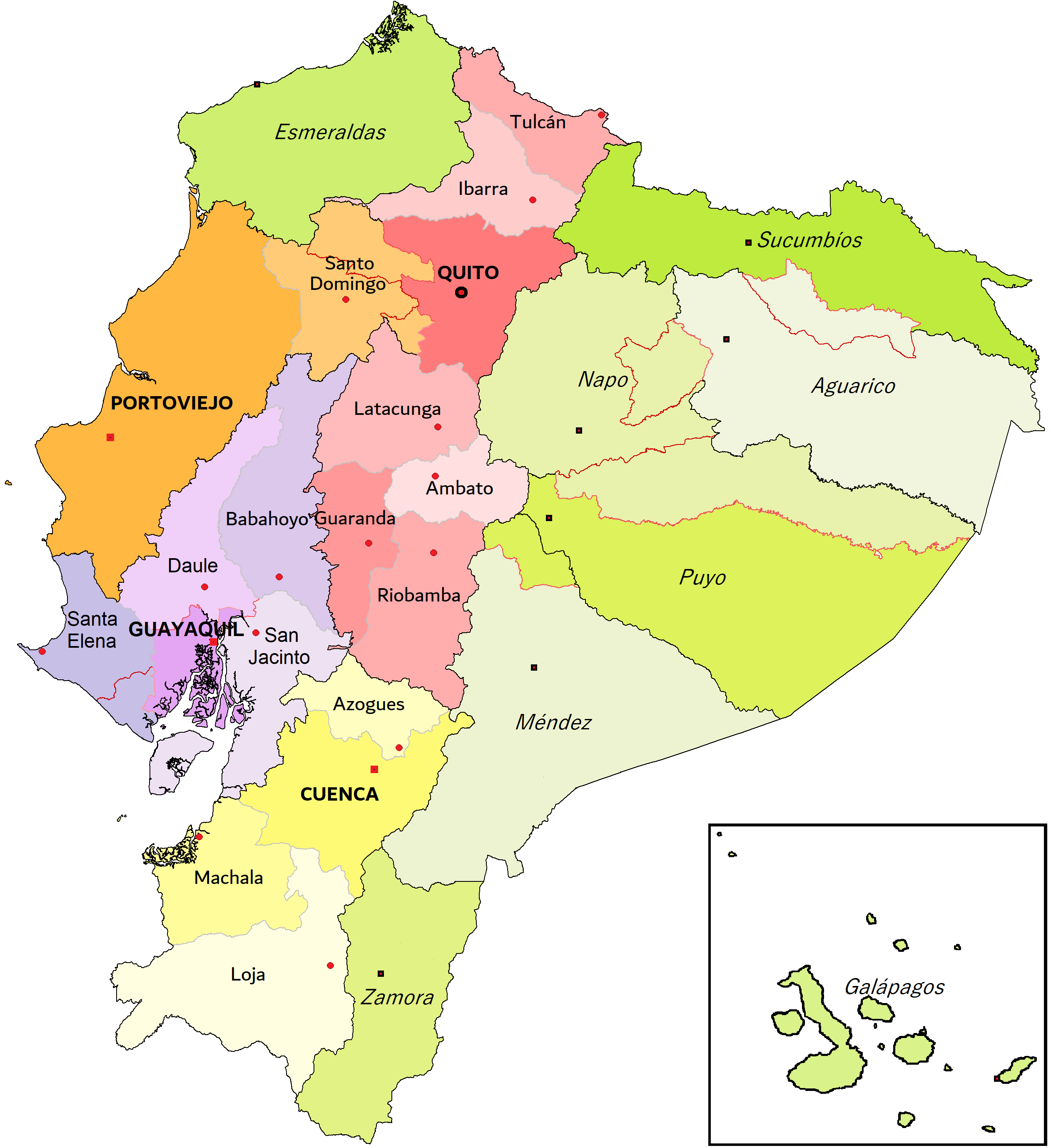
Katolické diecéze v Ekvádoru

Osmnáct diecézí je seskupeno do čtyř metropolitních provincií, zvlášť vyčleněno je osm apoštolských vikariátů a vojenský ordinariát.
- Arcidiecéze Cuenca se sufragánními diecézemi:
  - Diecéze Azogues
  - Diecéze Loja
  - Diecéze Machala

- Arcidiecéze Guayaquil se sufragánními diecézemi:
  - Diecéze Babahoyo
  - Diecéze Daule
  - Diecéze San Jacinto
  - Diecéze Santa Elena

- Arcidiecéze Portoviejo se sufragánní diecézí:
  - Diecéze Santo Domingo v Ekvádoru

- Arcidiecéze Quito (primaciální sídlo) se sufragánními diecézemi: 
  - Diecéze Ambato
  - Diecéze Guaranda
  - Diecéze Ibarra
  - Diecéze Latacunga
  - Diecéze Riobamba
  - Diecéze Tulcán

- Apoštolské vikariáty jsou bezprostředně podřízeny Svatému Stolci: 
  - Apoštolský vikariát Aguarico
  - Apoštolský vikariát Esmeraldas
  - Apoštolský vikariát Galapágy
  - Apoštolský vikariát Méndez
  - Apoštolský vikariát Napo
  - Apoštolský vikariát Puyo
  - Apoštolský vikariát San Miguel de Sucumbíos
  - Apoštolský vikariát Zamora

- Vojenský ordinariát Ekvádoru